# Konrad Post
Konrad Post (auch Posthius; * 1. März 1613 in Herborn; † 10. Juni 1669 ebenda) war ein deutscher reformierter Geistlicher.
Er war der Sohn von Johann Dietrich Post und dessen Frau Katharina geborene Klonck. Verheiratet war Konrad Post ab 1633 mit der 1673 verstorbenen Anna Magdalena Hoffmann aus Herborn. Seine Tochter Sophie heiratete um das Jahr 1660 Johann Melchior Steinberg.
1621 bis 1628 war Post auf dem Pädagogium in Herborn; ab 1629 absolvierte er ein Studium der Rechtswissenschaft, dann der Theologie an der Hohen Schule in Herborn.
1633 wurde er Oberschulmeister (Leiter) der Lateinschule in Dillenburg und 1634/35 Diaconus in Dillenburg. Es folgte von 1635 bis 1638 eine Anstellung als Pfarrer in Burbach (Siegerland), dann wurde er zweiter Pfarrer in Herborn und Professor der hebräischen Sprache an der Hohen Schule. Von 1646 bis zu seinem Tod war Konrad Post erster Pfarrer in Herborn.